# Christina Pluhar

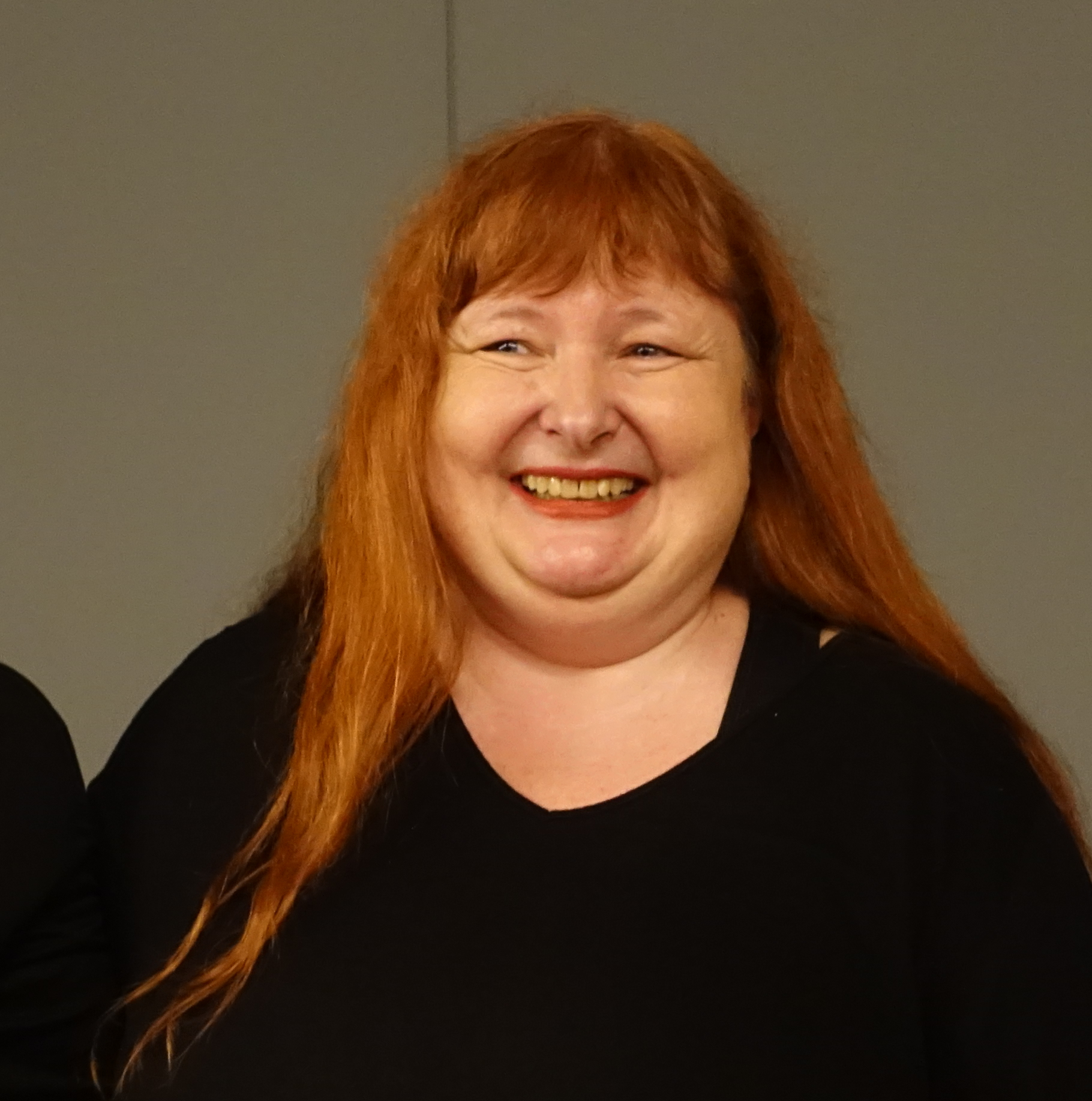
Pluhar in 2023

Christina Pluhar (Graz, 1965) is een Oostenrijkse theorbist, harpiste, dirigent en oprichter van L'Arpeggiata, een ensemble dat authentieke instrumenten bespeelt.

## Opleiding
Na haar studie gitaar aan de Universiteit van Graz ontdekte Christina Pluhar haar passie voor oude muziek. Vanaf dat moment ging zij luit, theorbe en barokgitaar spelen. Zij studeerde vervolgens luit aan het Koninklijk Conservatorium van Den Haag bij Toyohiko Satoh. Daarna studeerde ze bij Hopkinson Smith aan de Schola Cantorum Basiliensis in Bazel, waar zij afstudeerde met de Diplôme Supérieur de Perfectionnement. Daarna studeerde ze barokharp, Arpa Doppia aan de Schuola Civica di Milano bij Mara Galassi. Lessen en masterclasses kreeg ze tevens van Eugen Dombois, Paul O'Dette, Pat O'Brian en Jesper Bøje Christensen.

## Professionele carrière

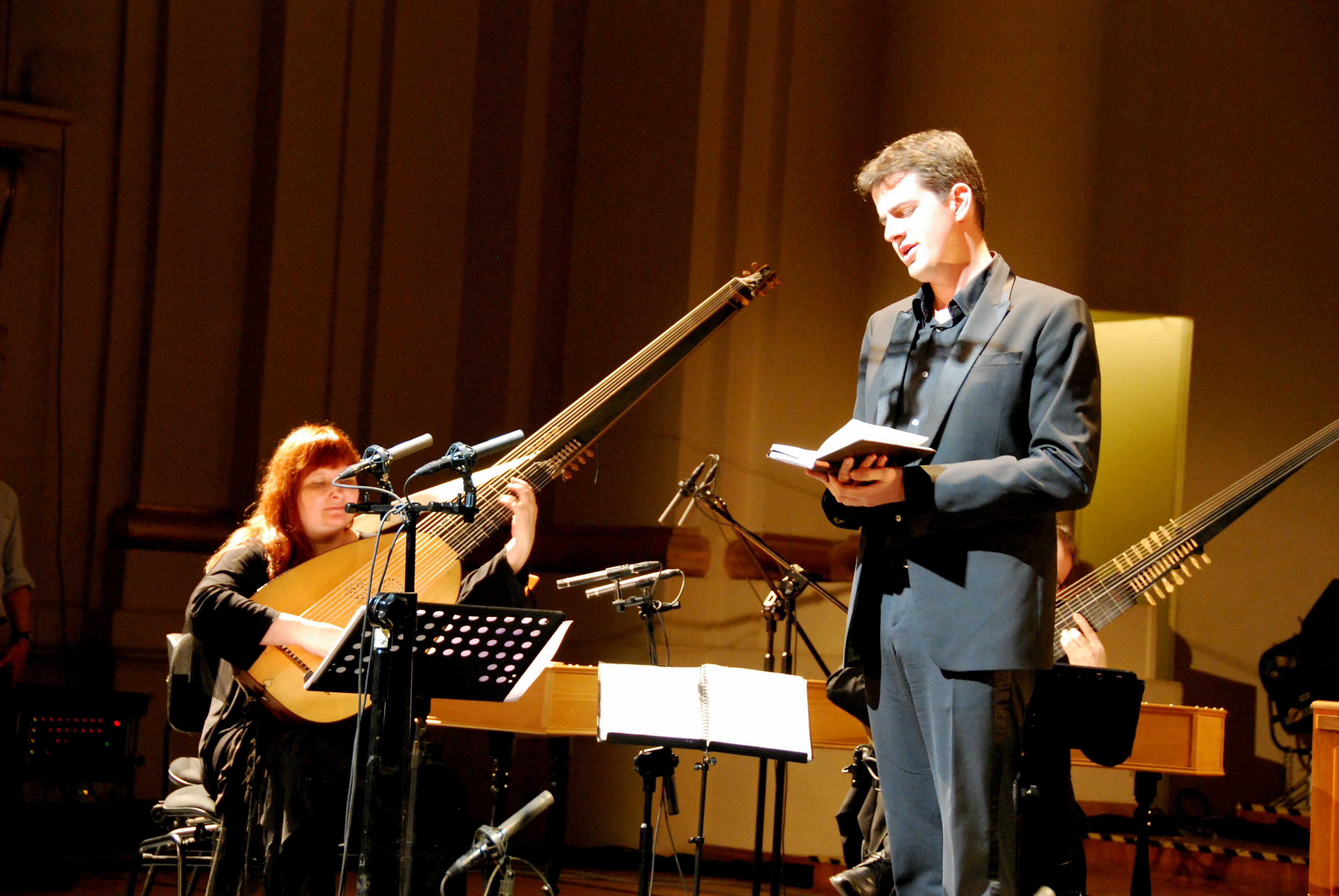
Pluhar op haar theorbe met Philip Jaroussky in 2011

In 1992 ging ze in Parijs wonen en speelde in diverse ensembles zoals Les Musiciens du Louvre, La Grande Écurie et la Chambre du Roy. Zij ontving als lid van het ensemble La Fenice de eerste prijs op het Festival voor Oude Muziek in Malmö. Daarna woonde ze in Parijs en trad ze op als solist en als basso continuo-speler. Met haar ensemble L'Arpeggiata, opgericht in 2000 en gevestigd in Parijs, speelt ze op internationale festivals en neemt ze CD's op. Ze bereidt zelf de programma's voor, arrangeert de muziek en besteedt daarbij veel tijd aan onderzoek. Het ensemble treedt vaak op met gerenommeerde zangers, zoals countertenor Philippe Jaroussky en Marco Beasley. Het repertoire is daarbij vooral 17e-eeuwse Italiaanse muziek. Bij de uitvoeringen wordt vaak geïmproviseerd. Pluhar laat jazzachtige en soulachtige invloeden toe bij de uitvoering. Soms laat ze zelfs een modern instrument toe, een jazzy spelende klarinet, wat een recensent van de Volkskrant te ver vond gaan.
Zij is gefascineerd door oude muziek, waar nog veel te ontdekken valt en ze brengt tijd door in bibliotheken om manuscripten te bestuderen. De originele tokkelinstrumenten klinken heel anders dan de moderne varianten, evenals het origineel blaasinstrument zink, dat de menselijk stem benadert. Volgens Pluhar is deze muziek prachtig en heel menselijk.
Naast haar activiteiten als muzikant en ensembleleider geeft Christina Pluhar sinds 1999 les aan het Koninklijk Conservatorium van Den Haag in barokharp. Bovendien geeft ze masterclasses aan de Universiteit van Graz.
Ze wordt gevraagd als gastdirigent voor onder andere het Australian Brandenburg Orchestra in Sydney, het European Baroque Orchestra en het Portugese Orchestra Divino Sospiro.
Circa 2022 dirigeerde zij een opera, Die getreue Alceste van Georg Caspar Schürmann uit 1719.

## Discografie
- 2002: Landi: homo fugit velut umbra
- 2004: Al Improvviso: Ciaconne, Bergamasche en een po' di folie
- 2004: Kapsberger: La Villanella
- 2002: La Tarantella: antidotum tarantulae
- 2005: Cavalieri: animatie- en lichaamspresentatie
- 2007: Los Impossibles
- 2009: Monteverdi: Teatro d'Amore
- 2010: Via Crucis
- 2011: Vespro della Beata Vergine
- 2012: Los Pajaros Perdidos
- 2013: Mediterraneo
- 2014: Muziek voor een tijdje
- 2015: Cavalli: L'amore innamorato
- 2016: Orfeo Chaman
- 2017: Händel gaat wild
- 2018: Himmelsmuziek
- 2021: Alla Napoletana
- 2023: Passacalle de la Follie

- Bibsys: 5094841
- Bibliothèque nationale de France: cb14216581x (data)
- CiNii: DA17248361
- Gemeinsame Normdatei: 137289073
- International Standard Name Identifier: 0000 0001 0980 015X
- Library of Congress Control Number: no98070824
- MusicBrainz: 3061efd1-20ff-49b4-aed5-c988c14e2926
- Nationale Bibliotheek van Tsjechië: xx0062606
- Nationale Bibliotheek van Israël: 987007344686505171
- Système universitaire de documentation: 133706265
- Virtual International Authority File: 64217629
- WorldCat: E39PBJpdMDP9X84HWy7HWv34v3